# Кулеба Дмитро Іванович
Дмитро́ Іва́нович Куле́ба (нар. 19 квітня 1981, Суми, Українська РСР, СРСР) — український державний діяч та дипломат, колишній міністр закордонних справ України (4.03.2020 — 05.09.2024), член РНБО (2020 — 2024). Наймолодший в історії голова МЗС України[джерело?].
Колишній віцепрем'єр-міністр України з питань європейської і євроатлантичної інтеґрації при уряді Олексія Гончарука, постійний представник України при Раді Європи, посол з особливих доручень МЗС України. Син дипломата Івана Кулеби. Кавалер ордена «За заслуги» III ступеня. Кандидат юридичних наук (2006).

## Життєпис
Народився 19 квітня 1981 року в Сумах.
2003 року з відзнакою закінчив Інститут міжнародних відносин КНУ імені Тараса Шевченка за спеціальністю «міжнародне право». У 2004—2005 роках був аспірантом кафедри міжнародного права Інституту міжнародних відносин КНУ ім. Т. Шевченка. Кандидат юридичних наук (2006). Вільно володіє українською, англійською та російською мовами, на гіршому рівні — французькою.

### Робота в МЗС
З 2003 року — аташе Служби головного юридичного радника Міністерства закордонних справ України. 2005 року — третій секретар управління юридичного забезпечення МЗС України. У 2005—2009 роках — третій, другий секретар Постійного представництва України при міжнародних організаціях у Відні (з питань ОБСЄ).
У 2010—2012 роках — перший секретар, радник, начальник відділу департаменту секретаріату міністра закордонних справ України. 2013 року — радник віцепрем'єр-міністра України Костянтина Грищенка з гуманітарних питань.
З 2013 року — очолює Фонд культурної дипломатії UART.
16 серпня 2024 року затверджений до складу Координаційна робоча група з питань антикорупційної політики

### Постійний представник при Раді Європи та віцепрем'єр-міністр
Після початку російської агресії проти України, у червні 2014 року повернувся на роботу в Міністерство закордонних справ України на запрошення міністра Павла Клімкіна. Обійняв посаду посла з особливих доручень з питань стратегічних комунікацій.
9 квітня 2016 року — призначений постійним представником України при Раді Європи. Пріоритетами на посаді стали протидія російській агресії, захист прав людини в окупованому Росією Криму, залучення Ради Європи до реалізації реформ в Україні та протидія безумовному поверненню російської делегації до Парламентської Асамблеї Ради Європи (ПАРЄ). Посилив культурну присутність України в Страсбурзі. Ініціював приєднання України до Єврімаж, європейського фонду підтримки спільного кіновиробництва й прокату кінематографічних та аудіовізуальних робіт при Раді Європи.
1 березня 2019 року в Мистецькому арсеналі презентував свою книгу «Війна за реальність: як перемагати у світі фейків, правд і спільнот», де поділився думками про те, як тримати інформаційну оборону та перемагати в комунікативній війні. Книга вийшла у видавництві «Книголав».
З 29 серпня 2019 року — віцепрем'єр-міністр України з питань європейської і євроатлантичної інтеграції. Голова Комісії з питань координації євроатлантичної інтеграції. Ініціював долучення України до Європейської зеленої угоди. Забезпечив відкриття для громадськості «Пульсу Угоди», системи онлайн-моніторингу виконання Угоди про асоціацію між Україною та ЄС.
Член Ради з питань розвитку Національного культурно-мистецького та музейного комплексу «Мистецький арсенал».

### Міністр закордонних справ України

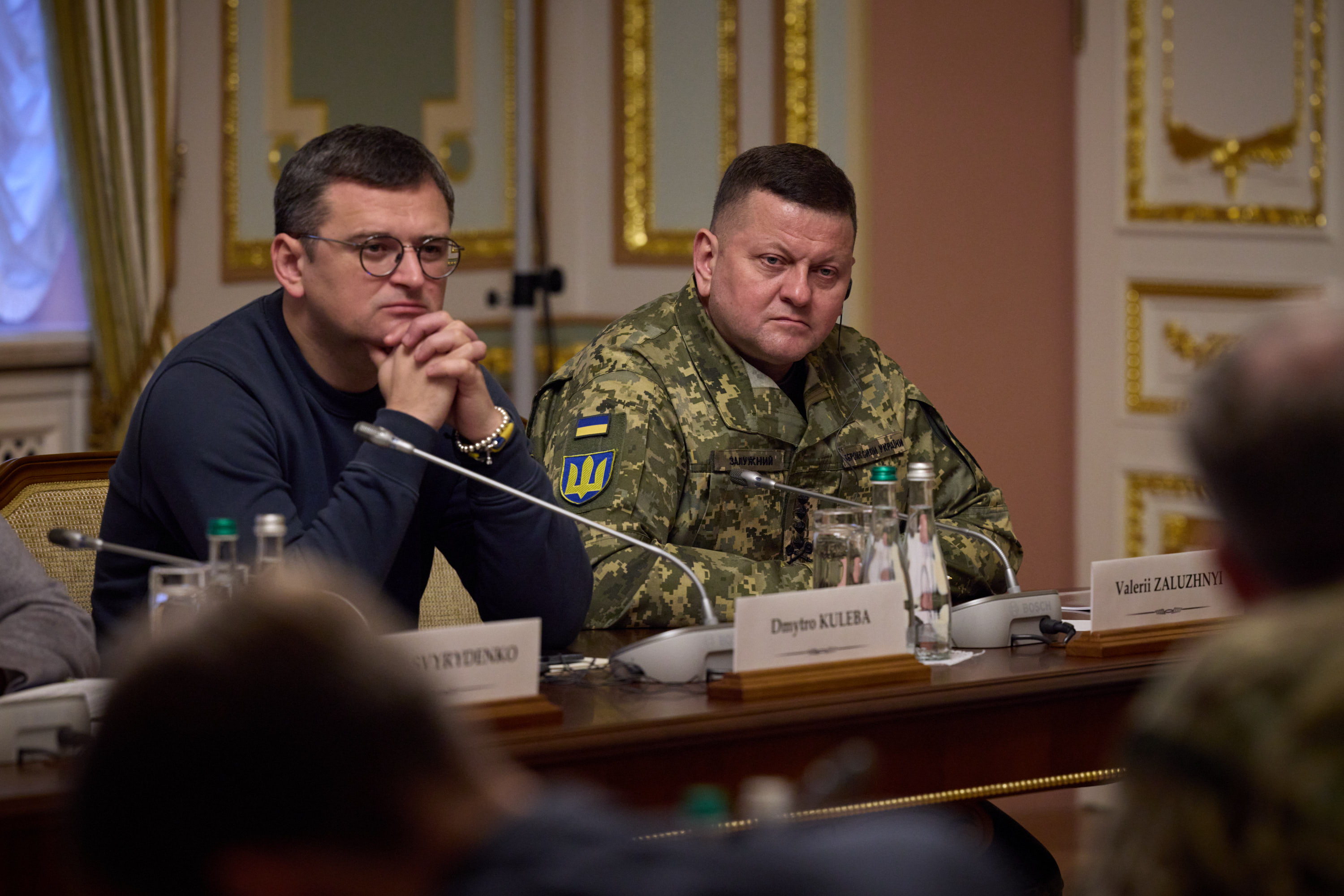
Дмитро Кулеба разом з головнокомандувачем ЗСУ Валерієм Залужним під час візиту британської делегації, на чолі з прем'єр-міністром Ріші Сунаком, до Києва, 19 листопада 2022 рік

З 4 березня 2020 року — міністр закордонних справ України в уряді Дениса Шмигаля.
Ще працюючи на посаді віцепрем'єра, Дмитро Кулеба активізував роботу з отримання Україною статусу партнера розширених можливостей НАТО, і продовжив цю роботу вже як міністр закордонних справ. 12 червня 2020 року привітав надання Україні статусу партнера розширених можливостей НАТО. За словами Кулеби, події передували місяці клопіткої роботи дипломатів, військових, депутатів, розвідників, маневри, комбінації, тактичні домовленості, а саме рішення вказує на те, що Україна здатна забезпечувати в НАТО консенсус із найскладніших питань.
Просував отримання Україною статусу кандидата на членство в ЄС. 11-18 травня 2022 року здійснив візити до Німеччини та Нідерландів, одних з найбільш скептично налаштованих щодо інтеграції України країн ЄС, де провів переговори з їхнім керівництвом задля просування України до членства в ЄС. На фінальній стадії переговорів виступив категорично проти пропозицій окремих європейських політиків надати Україні «сурогати» кандидатства замість статусу. За словами Кулеби, статус «юридично закріплює Україну в проєкті європейської інтеграції». У день, коли Україна стала кандидатом на членство в ЄС, Дмитро Кулеба та високий представник ЄС із закордонних справ та політики безпеки Жозеп Боррель виступили зі спільним відеозверненням, в якому заявили, що невідкладно починають підготовку до інтеграції України в європейські структури та зрештою членства в ЄС".

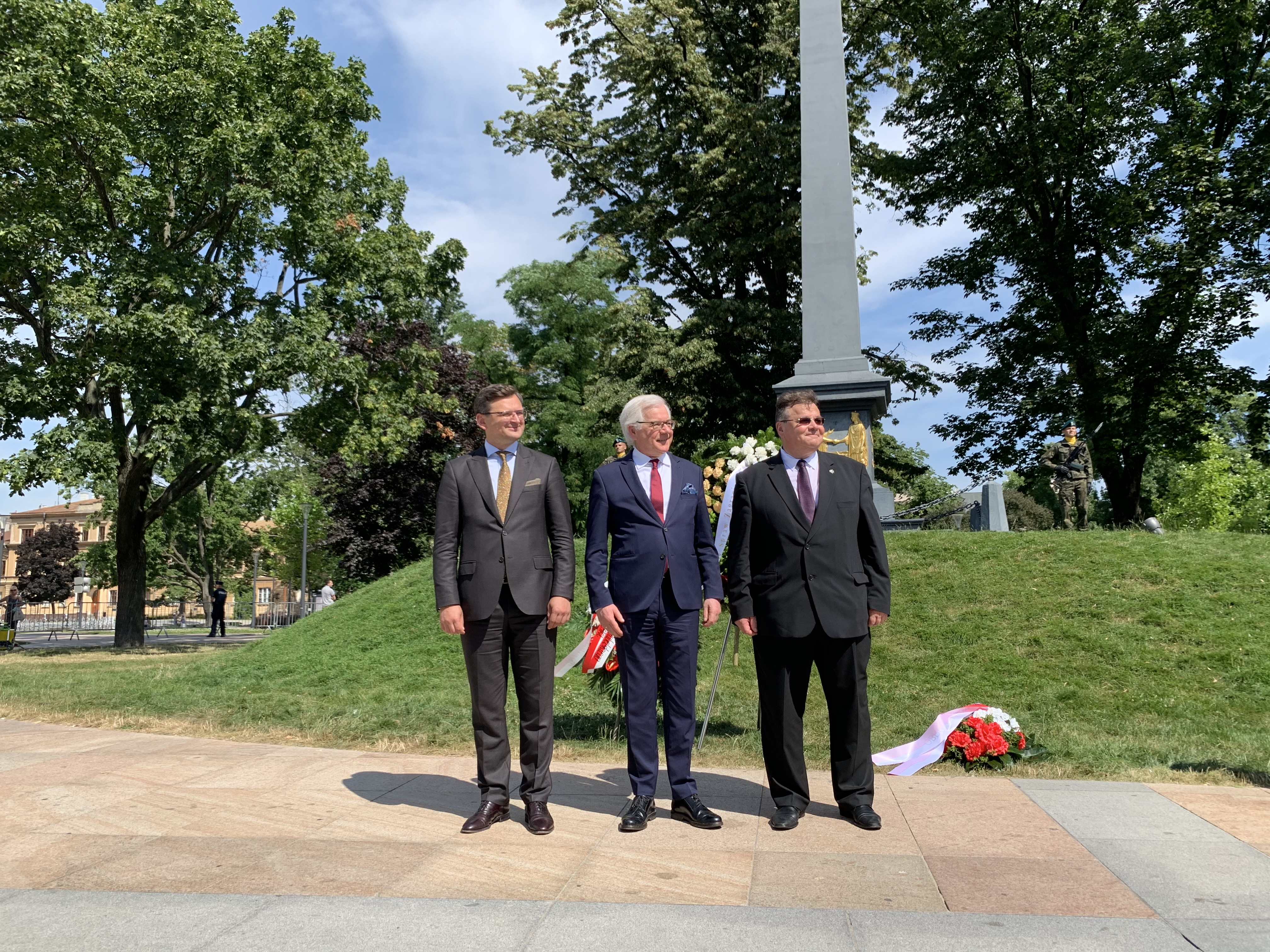
Глави МЗС України, Польщі та Литви Дмитро Кулеба, Яцек Чапутович і Лінас Лінкявічус біля пам'ятника Люблінській унії 1569 р. Люблін, Польща, 28 липня 2020 року.

Співзасновник Люблінського трикутника, який передбачає політичну, економічну, соціальну взаємодію між Польщєю, Литвою та Україною, регулярні зустрічі, включно із зустрічами на полях багатосторонніх форматів та із залученням обраних партнерів, а також консультації найвищого рівня між МЗС трьох країн.
Реформував діяльність МЗС України у сфері економічної дипломатії. 21 травня провів установче засідання оновленої Ради експортерів та інвесторів при МЗС України. Визначив просування українського експорту та залучення інвестицій до України одним з ключових пріоритетів діяльності МЗС. За словами Кулеби, таким чином МЗС допомагає українському бізнесу просувати свої товари у світі, працює на глибоку інтеграцію українського виробника товарів та послуг у світові «ланцюги постачання». Наголошує, що кінцевою метою цих зусиль є добробут українських громадян, адже «гроші від експорту повертаються в українську економіку, збільшують податкові надходження в бюджет, створюють нові робочі місця».
Є головою Організаційного комітету з підготовки установчого Саміту Кримської платформи.
24 серпня 2021 року присвоєно дипломатичний ранг Надзвичайного і Повноважного Посла.
Голова Верховної Ради Руслан Стефанчук повідомив 4 вересня 2024 року про надходження заяви про відставку від міністра закордонних справ Дмитра Кулеби. Верховна Рада відправила у відставку Дмитра Кулебу 5 вересня 2024 року. За відповідне рішення проголосували 240 народних депутатів. Кулеба до парламенту звітувати не прийшов.

### Діяльність після МЗС
У грудні 2024 року Центр Белфера з науки та міжнародних справ Гарвардської школи Кеннеді Гарвардського університету оголосив про призначення Дмитра Кулеби старшим дослідником нерезидентом (не передбачає проживання у США). У офіційному релізі Гарвардського університету Дмитра Кулебу охарактеризували як «міжнародно визнаного одним із найвпливовіших дипломатів свого покоління та світового захисника демократії, свободи та стійкості».
17 грудня 2024 року стало відомо, що вже з січня 2025 року Дмитро Кулеба стане доцентом французького Інституту політичних досліджень та викладатиме там авторський курс "Воєнна дипломатія". Він став першим українцем, який обійняв академічну посаду в цьому навчальному закладі, що є одним з провідних у Франції та Європі. При цьому його робота не передбачає постійного проживання у Франції. 

## Політичні погляди

#### Російська агресія та процес мирного врегулювання війни на Донбасі
Відомий принциповою позицією щодо російської війни проти України, засудженням та протидією агресивній політиці Росії щодо України та інших країн світу. Він послідовно наполягає на збереженні санкційного тиску ЄС і США, допоки Росія не припинить агресію, а тимчасово окуповані РФ території Криму та Донбасу не будуть деокуповані та повернуті Україні. Дмитро Кулеба також виступає проти фальшування Росією історії та спроб відбілити період сталінських репресій. Водночас, він наполягає, що Україна має шукати способи мирного врегулювання війни на Донбасі політико-дипломатичним шляхом та «наступальною дипломатією». При цьому, на думку Дмитра Кулеби, Україна не переступить «червоних ліній»: не вестиме так званий «прямий діалог» з представниками російських окупаційних адміністрацій у Донецьку та Луганську, вимагатиме встановлення повного контролю над державним кордоном, не погодиться на вибори на тимчасово окупованих територіях Донбасу в присутності окупаційних російських військ або незаконних збройних формувань, наполягатиме на реінтеграції окремих районів Донецької і Луганської областей не за російським сценарієм, тобто без жодного «права вето» на загальнонаціональні рішення у складі України.
У перші години повномасштабного вторгнення Росії в Україну заявив: «Україна буде захищатися та переможе. Світ може і має зупинити Путіна. Час діяти — просто зараз». Дмитро Кулеба закликав світ негайно здійснити п'ять першочергових дій: руйнівні санкції проти РФ негайно та відключення РФ від SWIFT; повна ізоляція Росії в усіх форматах; надання зброї та обладнання для України; надання фінансової допомоги; надання гуманітарної допомоги. Вже за кілька годин повідомив про розірвання дипломатичних відносин з Росією та закликав інші держави світу взяти приклад з України або знизити рівень дипломатичної присутності в Росії.

#### Інтеграція України до ЄС і НАТО
Дмитро Кулеба — послідовний прихильник вступу України до ЄС і НАТО. Він також виступає за надання Україні Програми дій щодо членства в НАТО. На його думку, Україна вступить до Північноатлантичного альянсу раніше, ніж до Європейського Союзу.
Кулеба неодноразово зазначав, що українська ідентичність — центральноєвропейська, і саме поглиблення відносин та інтеграції з країнами-сусідами в Центральній Європі вважає одним з пріоритетів зовнішньої політики. Цьому має сприяти, зокрема, нормалізація відносин з Угорщиною та створення Люблінського трикутника з Польщею та Литвою. Крім того, Кулеба переконаний, що зміцнення взаємодії України з іншими країнами Центральної Європи здатне диверсифікувати джерела постачання енергоресурсів та зберегти енергетичну безпеку Європи.

### Африканська стратегія МЗС України та дипломатичні турне країнами Африки
За керівництва Кулеби МЗС України почало розвиток відносин з країнами Африки. В січні 2022 року була схвалена Африканська стратегія України, невдовзі призначений спецпредставник України з питань Близького Сходу та Африки, були активізовані контакти з країнами Африки по лінії президента України, МЗС та парламентської дипломатії.
Восени 2022 року Кулеба назвав нову державну політику України щодо країн Африки «українсько-африканським ренесансом».
Перше африканське турне глави МЗС України відбулося в жовтні 2022 року (Сенегал, Кот-д‘Івуар, Гана та Кенія), друге — в травні 2023 року (Марокко, Ефіопія, Руанда, Мозамбік та Нігерія), третє — в липні 2023 року (Екваторіальна Гвінея та Ліберія). З жовтня 2022 до липня 2023 року Кулеба відвідав 11 африканських країн, майже всі з яких — вперше в історії дипломатичних відносин.

#### Захист української мови
Заявляв, що українська мова — це «тканина, яка з'єднує суспільство».

#### Подвійне громадянство
Міністр закордонних справ Дмитро Кулеба вважає, що в Україні потрібно знайти збалансоване розв'язання питання щодо можливості запровадження подвійного громадянства. Він наголошує, що за час незалежності мільйони українців виїхали за кордон, стали громадянами інших держав, але досі допомагають Україні та бажають також залишатися її громадянами. Водночас він зауважує, що подвійне громадянство неприпустиме для державних службовців та представників влади та підкреслює, що не може бути жодної мови про подвійне громадянство з державою-агресором Росією.

#### Дипломатія рівних можливостей
При вступі на посаду міністра закордонних справ Кулеба заклав принцип «Дипломатії рівних можливостей», який передбачає, зокрема, рівність жінок і чоловіків на дипломатичній службі. Створив комісію для впровадження результатів гендерного аудиту ООН Жінки. Крім того, до дипломатії рівних можливостей входить і перетворення МЗС на перший повністю безбар'єрний орган влади, яке Дмитро Кулеба ініціював підписанням меморандуму з організацією Доступно.UA на впровадження ініціативи першої леді Олени Зеленської «Велика розмова про безбар'єрність» та зобов'язань України у рамках Партнерства Біарріц.

## Персональні дані
Кулеба любить слонів, має колекцію з фігурок цих тварин, є фанатом ФК «Динамо».

## Сім'я
- Батько — Кулеба Іван Дмитрович — український дипломат, посол України у Вірменії (2019—2021).[73]
- Мати — Кулеба Євгенія Володимирівна — вчителька української мови і літератури[74].
- У цивільному шлюбі з Світланою Павелецькою, співзасновниця видавництва #книголав, консультантка зі стратегічних комунікацій. Колишня дружина — Кулеба Євгенія Анатоліївна, засновниця та керівниця громадської організації «Місто-сад».
- Діти — Кулеба Єгор (2006 р.н.), Кулеба Любов (2011 р.н.).

## Визнання
У грудні 2017 — найкращий український посол за результатами опитування Інституту світової політики, у якому взяли участь близько 70 експертів.
У січні 2023 року отримав звання «Дипломат року» за версією видань НВ та Liga.net. Увійшов до ТОП-5 політиків 2022 року згідно з опитуванням Центру Разумкова.
В 2023 році став одним з 15 лідерів у категорії «Державне управління» рейтингу «Список лідерів України УП-100» видання Українська правда.
В грудні 2023 року авторитетна міжнародна фундація WORLD.MINDS запросила Дмитра Кулебу увійти до складу своєї виконавчої ради, де він замінив колишнього держсекретаря США Генрі Кіссінджера (1923—2023).
На тлі новин про звільнення Дмитра Кулеби з посади міністра закордонних справ України у вересні 2024 року, низка іноземних колег висловили високу оцінку його діяльності на посаді глави МЗС України.
Держсекретар США Ентоні Блінкен подякував Дмитру Кулебі за "принципове лідерство на чолі української дипломатії", а речник Державного департаменту США Меттью Міллер додав на брифінгу, що "Дмитро Кулеба був ключовим партнером США у глобальних зусиллях зі зміцнення підтримки України та забезпечення відповідальності Росії".
Високий представник ЄС із зовнішньої політики та політики безпеки Жозеп Боррель присвятив Дмитру Кулебі окремий авторський блог на сайті Європейської служби зовнішніх справ, в якому наголосив, що робота Дмитра Кулеби у час найгіршої загарбницької війни в Європі з часів Другої світової була однією з найважчих у світі. Він підкреслив, що Дмитро Кулеба справився із цим викликом "професійно та вражаюче, демонструючи видатну стійкість". За словами глави дипломатії ЄС, Дмитро Кулеба "завжди ставив український народ і його справу понад усе".
Глава німецької дипломатії Анналена Бербок підкреслила, що в її професійній кар'єрі було мало людей, з якими вона працювала так близько, як з Дмитром Кулебою, та також відзначила, що він "ставить свій народ вище за себе". Міністр закордонних справ Литви Габріелюс Ландсбергіс зазначив, що Дмитро Кулеба "встановив дуже високу планку не лише для свого наступника, але і для будь-якого міністра закордонних справ будь-якої країни". Екс-президентка Естонії та майбутня глава дипломатії ЄС Кая Каллас висловила Дмитру Кулебі вдячність за його "надзвичайну професійну та особисту відданість" та додала, що його боротьба за свободу надихала та надихатиме багатьох людей у світі.
Високу оцінку досягнень Дмитра Кулеби на посаді міністра закордонних справ України також висловили очільники зовнішньополітичних відомств Канади, Ісландії, Молдови, Румунії, Нідерландів, Швеції, Іспанії, Великої Британії, Бельгії, Латвії, Естонії, Словенії та інші високопосадовці.
Сам Дмитро Кулеба заявив, що у попередні кілька років не було більшої честі в міжнародній дипломатії, ніж бути міністром закордонних справ України.

## Нагороди

### Національні нагороди
- Орден «За заслуги» ІІІ ступеня (2021)[100].

### Іноземні нагороди
- Великий командорський хрест Ордена «За заслуги перед Литвою» (2022).[101][102]
- Премія імені Єжи Ґедройця, присуджена Польсько-литовським форумом співпраці та діалогу (2022)[103].
- Нагорода імені Йозефа Сьліша[pl], присуджена польським фондом «Європейський фонд розвитку польських сіл»[104] за «особливий внесок у мобілізацію цивілізованого світу задля гуманітарної та військової допомоги Україні в умовах варварської агресії Росії».
- Орден «Зірка Африки»[105], який вручається урядом Республіки Ліберія з 1920 року за досягнення перед усією Африкою.